# Nissan Pao
O Nissan Pao, anunciado pela primeira vez no Tokyo Motor Show em outubro de 1987, é um automóvel de estilo retro da Nissan Motors. Estava disponível como um hatchback de três portas com ou sem um teto solar têxtil ("canvas-top"), a tela superior, sendo o mais colecionável. O Pao foi um dos três spinoffs do Micra K10; os outros dois foram Figaro e Be-1. Assim como o Nissan Figaro, o Pao foi vendido sem o nome de Nissan e somente mediante encomenda. O Pao teve sua primeira produção esgotada em 3 meses e até hoje ele é muito procurado. Entre 1989 e 1991 foram fabricados 51.657.
De acordo com o artigo na Wikipedia em japonês, o nome é uma palavra chinesa que descreve um tipo de casa usada pelos nômades na Mongólia para montagem ou reuniões. No Japão, era exclusivo à rede japonesa concessionária Nissan chamado Nissan Cherry Store.